# シェイク・ムライェ・アーメド
ベッサム（Bessam）こと、シェイク・ムライェ・アーメドまたはシェイク・ムライェ・アフメド (阿: شيخ مولاي أحمد、仏: Cheikh Moulaye Ahmed、1987年12月4日 - )は、モーリタニア、ズエラット出身のサッカー選手。ポジションはFW。サッカーモーリタニア代表。

## クラブ歴
2014年5月にアルジェリアのJSカビリーと2年契約にサインした。8月16日のアウェーのMCオラン戦で初出場、初得点を決め2-0で勝利した。

## 代表歴
アフリカネイションズチャンピオンシップ2014のセネガル代表戦で初得点。
アフリカネイションズカップ2017予選の南アフリカ戦では、コート中央からドリブルで4人を抜き去りゴールした。